# City Lights (Lee Morgan)
City Lights è un album di Lee Morgan, pubblicato dalla Blue Note Records nel giugno del 1958.I brani dell'album furono registrati il 25 agosto del 1957 al Van Gelder Studio di Hackensack, New Jersey (Stati Uniti).

## Tracce
Lato A
1. City Lights – 5:46 (Benny Golson)
2. Tempo de Waltz – 6:24 (Benny Golson)
3. You're Mine You – 6:03 (Edward Heyman, Johnny Green)

Lato B
1. Just by Myself – 9:24 (Benny Golson)
2. Kin Folks – 9:42 (Gigi Gryce)

## Musicisti
- Lee Morgan - tromba
- George Coleman - sassofono tenore, sassofono alto
- Curtis Fuller - trombone
- Ray Bryant - pianoforte
- Paul Chambers - contrabbasso
- Art Taylor - batteria